# メディアリンクス (芸能プロダクション)
株式会社メディアリンクス（英文社名；Medialinx Inc.）は、東京都港区に本社を置く日本の芸能プロダクション。

## 沿革・概要
「株式会社メディアリンクス」は俳優やタレントの他にも、イリュージョンアーティスト、文化人、パラリンピック公式トレーナーなど幅広い人々が所属している。

## 所属タレント
※2014年5月現在

### 俳優・タレント
- 中田宏
- 原志保
- アレックス・ルー
- 杏さゆり
- 佐藤祐介
- 西久保琴音
- 寺嶋有希

### モデル
- 吉岡更紗
- LINA

### イリュージョンアーティスト
- プリマベーラ
- Magus

### 文化人
- 弘兼憲史
- 伊藤羽仁衣
- 花岡正敬

### 業務提携
- 小林豊
- BOYS AND MEN